# جریان‌های روشن‌فکری در ایران
روشن فکر، از طبقه تحصیل کرده در جامعه است که با دغدغه‌های انسانی، اجتماعی، ارزشی، فرهنگی و سیاسی، اقدام به موضع‌گیری در مباحث و مسائل حساس و مهم جامعه خویش و جامعه جهانی می‌کند.
روند تاریخی جریان روشنفکری در ایران را می‌توان در پنج گروه، تقسیم‌بندی کرد.

## روشنفکران نسل اول (دوران مشروطه)
در زمان حکومت دودمان قاجار و به ویژه در پی شکست ایران از روسیه قشر فرهیخته ایران به فکر کشف علل عقب ماندگی ایران و شکست آن از روسیه بودند. این شکست نظامی سران قاجار را هم برای رفع عقب ماندگی تشویق کرد. یکی از کسانی که در این امر مصر بود عباس میرزا بود که خود شاهد شکست ارتش ایران در جنگ با روسیه به علت عقب ماندگی فناوری نظامی بود. وی برای اولین بار دانشجویانی جهت تحصیل به اروپا ارسال کرد تا از فناوری آن‌ها بهره‌مند گردند (خرم رویی، ۱۳۹۱). اولین گروه از تحصیلکردگان ایرانی مانند میرزا ملکم خان و طالبوف بیشتر طرفدار حکومت بودند زیرا اولاً از داخل قشر حاکمه بودند و ثانیاً توسط دولت رشد کرده بودند. در دوران امیرکبیر شکاف بیشتری میان اصلاحگرها و محافظه کاران در دربار قاجار شکل گرفت که نهایتاً به پیروزی محافظه کاران انجامید.
یکی از مهم‌ترین شخصیت‌های ایرانی مؤثر بر جریان روشنفکری ایرانی، میرزا فتحعلی آخوندزاده (آخوندوف) بود. او که اهل تبریز ولی مقیم گرجستان روسیه بود، با اینحال کتاب‌های مهمی به فارسی نوشت که از جمله آن‌ها مکتوبات جلال الدوله است. این کتاب را می‌توان بیانیه‌ای شورانگیز ضد سنت‌های ایران عصر قاجاری دانست. رنسانسی در بازگشت به ارزش‌های ایرانی و اعتراضی بر اندیشه‌های رایج ایران در سنجش با اندیشه‌های اروپایی.
در اواخر دوران ناصرالدین شاه روزنامه‌های ممنوعه که در خارج از کشور به چاپ رسیده و در داخل ایران مخفیانه پخش می‌شد نقش مهمی در جریان روشنفکری داشتند. به ویژه سه شخصیت، میرزا آقاخان کرمانی، میرزا ملکم خان و طالبوف تبریزی ادبیات مشروطه خواهی ایران را که بر پایه رنسانس ایرانی و روشنفکری بود سامان دادند. از میان این سه آقاخان کرمانی به ویژه با کتاب جنجالی خود سه مکتوب و کتاب‌های دیگری که در نقد تاریخ ایران داشت، تلاش کرد فلسفه تاریخ ایرانی را بنیاد بگذارد. آقاخان مقیم استانبول بود و در روزنامه‌های آوانگارد آنزمان یعنی روزنامه قانون و روزنامه اختر قلم می‌زد. او از آثار روشنفکران و فیلسوفان مدرن فرانسوی و انگلیسی به ویژه روسو، ولتر و اسپنسر بهره گرفت (خرم رویی، ۱۳۹۱). آقاخان نهایتاً به دستور مظفرالدین شاه قاجار اعدام شد و شاید بتوان او را نخستین روشنفکر اعدام شده ایران دانست.
در این دوران گروه‌های روشنفکر در گروه‌ها و انجمن‌های پنهانی متشکل شدند. از جمله این انجمن‌ها می‌توان به فراموشخانه میرزا ملکم خان، لژ بیداری ایران، انجمن آدمیت و انجمن ترقی اشاره کرد. این گروه‌ها با پخش اعلامیه‌ها و انتشار روزنامه‌ها افکار خود را منتشر می‌کردند. این گروه به لزوم اصلاحات سیستم ارضی و اداری و کم شدن نقش روحانیون از جامعه و نیز محدود ساختن حاکمان در چهارچوب قانون تأکید می‌کردند.
با پیروزی مشروطه خواهان و آزادی نسبی شکل گرفته در مطبوعات، روشنفکران ایرانی جایگاه اجتماعی و سیاسی خود را پیدا کرده و از همان آغاز با روحانیت و دربار به مشکل برخوردند. از جمله مهم‌ترین این روزنامه‌نگاران روشنفکر می‌توان به جهانگیرخان صوراسرافیل و علی اکبر دهخدا اشاره کرد. صوراسرافیل در جریان استبداد صغیر اعدام شده و به یکی دیگر از سمبل‌های روشنفکری تبدیل گشت. از دیگر فعالان مؤثر در تاریخ سیاسی ایران باید به علیقلی خان سردار اسعد بختیاری اشاره کرد. او یکی از سه فاتح تهران جریان مشروطیت بود که به مقام وزارت جنگ و سردار سپهی رسید. او دو دوره در پاریس اقامت داشت و نهایتاً برای مبارزه با محمدعلی شاه به ایران آمده و با قشون بختیاری به تهران آمد.
پس از مشروطه روشنفکران را با نام فرانسوی انتلکتوئل، و به عربی منوّر الفکر می‌شناختند و بعدها اصطلاح روشنفکر و تا اندازه‌ای روشن‌اندیش، رواج یافت. در این دوره، نگاه روشنفکران ایرانی به فرانسه بود. فرانسه به جهت آنکه درگیری مستقیمی در تحولات ایران نداشت و از سوی دیگر رقیب جدی استعمار انگلیس بود، پایگاهی برای تحصیل و اقامت ایرانیان بود. از آن زمان تا دوران پهلوی دوم، آشنایی با زبان فرانسه جزو ملزومات طبقه فرهیخته ایرانی بود و در واقع زبان فرانسوی جایگاه سنتی زبان عربی را به عنوان زبان تخصصی اهل فضل، تصاحب کرد. تقریباً همه آثار ادبیات و فلسفه و تاریخ غربی از راه زبان فرانسوی به فارسی برگردانده شد. با این حال نباید تأثیر اندیشه و فرهنگ انگلیس را هم نادیده انگاشت. چراکه اتفاقاً با توجه به پادشاهی بودن سامانه سیاسی ایران، نظام سیاسی مشروطه انگلیس که در آن پادشاه نمادین بوده و در سیاست دخالت نمی‌کرد، همواره الگوی فکری ایرانیان، حتی انگلیس ستیزانی چون محمد مصدق بود. همچنین نباید از نقش آمریکا به عنوان یک نیروی سوم در نبرد استعماری روس و انگلیس در ایران گذشت. آمریکا تا سال ۱۳۳۲ مورد احترام روشنفکران غیرچپ ایرانی بود. برعکس روسیه تزاری مهم‌ترین دشمن روشنفکران قلمداد می‌شد. هرچند پس از کمونیستی شدن شوروی، روشنفکری چپ نگاهی توأم با احترام به شوروی داشت.

صادق هدایت از روشنفکران نسل اول و خالق بوف کور

مهم‌ترین شخصیت‌های جریان روشنفکری ایرانی پس از مشروطه سید حسن تقی‌زاده، محمد علی تربیت علامه قزوینی، میرزاده عشقی، ملک الشعرای بهار، ابراهیم پورداوود، محمدعلی جمالزاده و حسین کاظم‌زاده ایرانشهر بودند که برخی از آنان به روزنامه‌نگاری نیز مشغول بودند و برخی از آنان در مجله ایرانشهر و مجله کاوه با یکدیگر همکاری کردند. این گروه به همراه سایر روشنفکران از جمله حسن پیرنیا، محمدعلی فروغی، عبدالحسین تیمورتاش، سید احمد کسروی، فرخی یزدی، ارباب کیخسرو شاهرخ، سید ضیاالدین طباطبایی، ایرج میرزا و عارف قزوینی چهره‌های دیگر روشنفکری آن زمان بودند که نقش مهمی در تحولات سیاسی و اجتماعی ایران از جمله ظهور رضاشاه ایفا کردند.
از مهم‌ترین خصوصیات روشنفکران نسل اول (دوران مشروطه) می‌توان به سه خصیصه اشاره کرد: نگاه متضاد (نه کاملاً مثبت و نه کاملاً منفی) به غرب بود. به این معنا که آنان از یکسو دستاوردهای فکری و علمی غرب را به ویژه در حوزه ساختار سیاسی و حکومت (نظام مردمسالاری) می‌ستودند. اما از سوی دیگر به سیاست‌های خارجی دولت‌های استعماری غربی (مثلاً انعقاد قرارداد ۱۹۱۹) به شدت حمله می‌کردند. در این زمینه می‌توان به اشعار میرزاده عشقی، عارف قزوینی، ملک الشعرای بهار، فرخی یزدی، و ایرج میرزا اشاره کرد. روشنفکران در این اشعار به شدت به انگلستان حمله کردند و به ویژه عمدتاً در اشعارشان موضعی ضد انگلیسی داشتند. لبه تیز این انتقادها، بیش از همه متوجه انگلیس و روسیه بود تا دیگر دولت‌های غربی (مثلاً آمریکا).
دومین خصوصیت مهم روشنفکران نسل اول دفاع از آزادی زنان و تأکید بر برابری مرد و زن و انتقاد از مناسبات رسوم و سنت‌های اجتماعی و فرهنگی بود که مانع حضور زنان در اجتماع می‌شد. در این زمینه نیز، شاعران روشنفکری مانند میرزاده عشقی، ملک الشعرای بهار، عارف قزوینی، و ایرج میرزا اشعاری در مخالفت با حجاب زنان سرودند، زیرا آن را از جمله مهم‌ترین موانع حضور زنان در جامعه می‌دانستند.
سومین خصوصیت نسل اول روشنفکران در ایران، انتقاد آنان از مذهب و نهادهای مذهبی بود. آنان به ویژه از مذهب به دلیل آمیخته شدن آن با خرافات از یکسو، و تصلب و تعصب فکری برخی از مذهبیون از سوی دیگر انتقاد می‌کردند. البته، در این زمینه، برخی مانند ایرج میرزا به مذهب و عوام مذهبی حمله می‌کردند، درحالی‌که برخی دیگر از روشنفکران مانند میرزاده عشقی و ملک الشعرای بهار لبه تیغ تیز انتقاد خود را عمدتاً متوجه عوام و متولیان مذهب (روحانیون) می‌نمودند تا خود نهاد مذهب.
بالاخره، چهارمین خصوصیت نسل اول روشنفکران (که شاید بتوان گفت خصیصه مشترک روشنفکران ایرانی در تمام دوران معاصر بوده است)، انتقاد آنان از جامعه و مردم بود. آن‌ها این انتقادها را عمدتاً متوجه آن دسته از آداب و رسوم اجتماعی و فرهنگی می‌دانستند که باعث عقب ماندگی ایران و مانع ترقی و حرکت سریع تر آن به سوی مدرنیته و مظاهر آن (مثل عقب نگهداشته شدن زنان) بود.
زمینه مناسبی که پس از صدور فرمان مشروطیت در مرداد سال و فضای باز سیاسی حاصل از آن برای فعالیت روشنفکران به وجود آمده بود، پس از قدرت گرفتن رضاخان از بین رفت. رضاخان، پس از به قدرت رسیدن—چه در دوره نخست‌وزیری و چه در دوران سلطنت—کوشید برخی از نسل اول روشنفکران را محدود سازد یا از میان بردارد. در این راه، به برخی از روشنفکران میدان بیشتری داده شد اما برخی دیگر حتی به گونه‌ای فیزیکی حذف شدند. میرزاده عشقی در دوازدهم تیرماه سال ۱۳۰۳ به دستور رئیس نظمیه (شهربانی) وقت در خانه‌اش هدف گلوله قرار گرفت و ترور شد و فرخی یزدی در هیجدهم مهر سال ۱۳۱۸ در زندان قصر به دست پزشک احمدی با آمپول هوا به قتل رسید. روشنفکران دیگر مانند ملک الشعرای بهار و عارف قزوینی زندانی، تبعید یا خانه‌نشین شدند.

## روشنفکران نسل دوم (دوران پهلوی اول)
با بر تخت نشستن رضا شاه دوره اول روشنفکری به پایان رسید و نسل دوم روشنفکری به وجود آمد. این نسل روشنفکری با الگوگیری از غرب سعی داشت که مفاهیم جدید غربی را در ایران پیاده سازد. سیاست همگن سازی فرهنگی و اجتماعی در آن دوره محبوبیت فراوانی یافته بود زیرا در غرب نیز چنین ایده‌هایی طرفداران بسیاری داشته است. ایجاد نهادهای جدید مانند مدرسه و دانشگاه از کارهای این گروه از روشنفکران بوده است. این نسل بیش از آنکه همانند نسل قبلی در جهت مدرنیته و غربی شدن تلاش کند، بر ظرفیت‌های فرهنگی و تاریخی ایران تکیه می‌کرد. از آنجایی که تفکر آن دوران برمبنای کشور تک فرهنگی استوار بوده لذا سرکوبی سایر فرهنگ‌های کشور به اوج خود رسید. ایده‌هایی نظیر تمدن بزرگ و تاریخ هزاران ساله و غیره محصول این نسل از روشنفکران بوده است.

## روشنفکران نسل سوم (دوران پهلوی دوم)
از اواخر دوران پهلوی یکم، روشنفکری چپ در ایران بنیاد گذاشته شد و شاید تقی ارانی و اسکندر میرزا را بتوان از مؤسسان این جریان دانست.
با ایجاد دانشگاه‌ها و مدارس و اعزام بیشتر دانشجویان ایرانی به اروپا در دوره پهلوی یکم، ایرانیان با سرعت بیشتری با اندیشه‌های غربی آشنا شدند. بدین ترتیب زمینه ایجاد نسل سوم روشنفکری به وجود آمد؛ که خود را در دوران پهلوی دوم نمایان کرد.
پس از سرنگونی رضاشاه و ترور احمد کسروی، روحانیت و نگاه دینی بر نگاه سکولار و روشنفکری چیرگی یافت؛ و با جریان ملی شدن نفت و سپس سرکوب آزادی‌ها در بسته شدن فضای سیاسی، روشنفکری سکولار ایرانی به شدت محدود شد. از آنان می‌توان به حمید عنایت، پرویز ناتل خانلری و سید فخرالدین شادمان اشاره کرد.
در سال‌های جنگ سرد روشنفکری در سراسر جهان از جمله ایران دچار تأثیرپذیری فراوان شد. در کشورهای متحد با بلوک غرب از جمله ایران، فضا برای کار روشنفکران چپ کاملاً مسدود شد و همین باعث شد تا به روشنفکرانی که اجازه فعالیت در داخل داشتند، نگاه منفی وجود داشته باشد.

## روشنفکری دینی (بعد از انقلاب)
روشنفکری دینی یا نواندیشی دینی (به انگلیسی: Religious Intellectualism) تفکر و شاخه‌ای خاص از روشنفکری به معنای عام آن است که مرکز توجه آن را روشنگری دینی، تشکیل می‌دهد. اندیشمند وابسته به این نحله فکری، روشنفکر دینی گفته می‌شود. میان منظور روشنفکری دینی و روشنفکر دینی و جایگاه و شان آن مناقشه وجود دارد. پیشینه روشن فکری در ایران، به نهضت مشروطیت بازمی‌گردد و تا امروز، در عرصه‌های مختلف سیاسی و اجتماعی، بازی‌گری کرده است.
شاید بتوان روشنفکری دینی را یک تفکر جهان شمول دانست که در سرتاسر دنیا در پی کم رنگ شدن آموزه‌های سنتی دینی در برابر آموزه‌های جدید مدرنیته مورد توجه روشنفکران دیندار قرار می‌گیرد تا این‌گونه دین را در دنیای جدید بازتاب دهند. اما روشن‌فکری دینی به معنای خاص بیشتر متوجه گفتمانی دینی در میان جوامع اسلامی در بیش از یک سده اخیر است که به زعم اصلاحگران آن راهی است برای مقابله با هجوم فرهنگی کشورهای استعمارگر و استحاله ممالک جهان سوم.
نخستین جرقه این بیداری تازه را سید جمال‌الدین اسدآبادی زد اما کسانی چون اقبال لاهوری و اخیراً فضل الرحمان در شبه قاره و عبده در مصر و کواکبی در سوریه و سید محمود طالقانی و بازرگان و شریعتی و شماری دیگر در ایران این فکر را پی گرفتند و در طول یک قرن مجاهدت نظری و عملی نحله نواندیشی دینی را استوار کردند.
امروزه در ایران افرادی مانند محسن کدیور، احمد قابل، عبدالکریم سروش، مصطفی ملکیان، ابوالقاسم فنائی، محمد مجتهد شبستری و حبیب‌الله پیمان مهم‌ترین نمایندگان این جریان فکری هستند. از آنجا که این متفکران اندیشه‌ورزی را معطوف به تغییرات اجتماعی و تلاش برای گره‌گشایی از معضل عقب‌ماندگی جوامع اسلامی کرده بودند، اینان را «مصلح دینی» گفته‌اند. گرچه به نام‌های دیگری چون احیاگران و نواندیشان و روشنفکران و نوگرایان نیز نامبردار بوده و هستند.
.
اصطلاح نواندیشی، در برابر سنت گرایی به کار می‌رود. در سنت گرایی دینی، هر آنچه از طریق آداب و رسوم و فرهنگ گذشته دینداران به نسل جدید دینداران رسیده است، اصل دین و ملاک قرار داده می‌شود. اما نواندیشی دینی، همه آن باورها و رسوم را بازبینی می‌کند تا برداشت‌های غیر عقلانی را از آن بزداید و دین را به زبان روز و با استنباط‌ها و استدلال‌های تازه دریابد و معرفی کند.
در مورد اسلام گفته شده است که اسلام سنتی، اسلام تقلیدی است و اسلام نوگرا، اسلام عقلانی.
از دیگر ویژگی‌های روشنفکری در دوران جنگ سرد (پهلوی دوم) اتهام بستن به آنان دربارهٔ شکست‌ها و ناکامی‌های ملی بود. سردسته این گروه علی شریعتی بود که می‌گفت: «من ادعا می‌کنم در تمام این دو قرن گذشته در زیر هیچ قرارداد استعماری امضای یک آخوند نجف‌رفته نیست؛ در حالی که در زیر همة این قراردادهای استعماری امضای آقای دکتر و آقای مهندس فرنگ رفته هست»
همچنین جلال آل احمد به ویژه با دو کتاب «غرب زدگی» و «در خدمت و خیانت روشنفکران» تندترین حملات را به جریان روشنفکری داشت. او دربارهٔ شیخ فضل‌الله نوری از مخالفان مشروطه و یکی از مهم‌ترین نمادهای جریان روحانیت و سنتی ایران که او را مقتول روشنفکران مشروطه می‌دانستند، می‌نویسد: «من نعش آن بزرگوار را بر سردار همچون پرچمی می‌دانم که به علامت استیلای غرب‌زدگی پس از دویست سال کشمکش بر بام سرای این مملکت افراشته شد» جلال آل احمد معتقد است «روشنفکر کسی است که فارغ از تعبد و تعصب و به دور از فرمانبری، اغلب نوعی کار فکری می‌کند و نه کار بدنی، و حاصل کارش را که در اختیار جماعت می‌گذارد، کمتر به قصد جلب نفع مادی می‌گذارد.»
مرتضی مطهری اگرچه نه خودش و نه دیگران او را روشنفکر دانسته‌اند ولی از مهم‌ترین منتقدان و تحلیلگران جریان روشنفکری بوده است. او نیز مهم‌ترین اتهام روشنفکران معاصر ایران را غربزدگی سهوی یا خیانت عمدی به اسلام و ایران می‌دانست.